# Комаров, Владимир Леонтьевич
Влади́мир Лео́нтьевич Комаро́в (1 [13] октября 1869, Санкт-Петербург, Российская империя — 5 декабря 1945, Москва, СССР) — русский, советский ботаник, флорист-систематик и ботанико-географ, педагог и общественный деятель.
Член-корреспондент Академии наук (1914), действительный член (1920), вице-президент (1930—1936) и президент (1936—1945) Академии наук СССР, организатор многочисленных филиалов, ботанических садов и баз Академии наук.
Полагал, что познание флоры может быть осуществлено только в установлении её истории, в свете миграции различных флористических комплексов, изменяющихся под влиянием условий существования, климата, конфигурации материков и морей.
Разработал принцип модельных групп для выяснения генезиса флор: историю флор следует реконструировать преимущественно на основе монографической обработки нескольких небольших родов. Успешно применил этот принцип при анализе генезиса флор Китая и Монголии.
Развил представления А. Кернера, С. Коржинского и Р. Веттштейна, специфику ареала считая одним из существенных признаков вида: «Вид — это морфологическая система, помноженная на географическую определённость».

## Биография
Родился 1 [13] октября 1869 года в Санкт-Петербурге в дворянской семье штабс-капитана Леонтия Виссарионовича Комарова (1841-71) и Елизаветы (1844-85), дочери тайного советника М. К. Линденбаума, который возглавлял Ремесленное училище в Петербурге. Его отец, получив в 25-летнем возрасте тяжёлое ранение при штурме среднеазиатской крепости Ура-Тюбе, четыре года спустя умер от его последствий. В 1873 году его вдова вступила в новый брак с Павлом Викентьевичем Кухарским, впоследствии тайным советником, собирателем редких книг, гравюр, литографий.
Восприемником Владимира Комарова при крещении был его дядя Виссарион Комаров. Трое из братьев его отца достигли генеральских чинов: Александр, Дмитрий и Константин. Увлёкшись ботаникой, будущий академик самостоятельно изучал флору Боровичского уезда Новгородской губернии, где проводил летние месяцы в имении Ровное-Михайловское своего деда Линденбаума. Там дед жил со своей последней супругой, урождённой Жанной-Луизой-Антуанеттой Оливье (родственница ресторатора Люсьена Оливье). 
В 1890 году поступил на физико-математический факультет Санкт-Петербургского университета, окончил его в 1894 году с дипломом 1-й степени. Ещё студентом совершил по поручению Санкт-Петербургского общества естествоиспытателей две поездки в Туркестан, в Самаркандский округ, результатом чего явились три работы по малоисследованной флоре Зеравшанского бассейна, за одну из которых получил в университете золотую медаль.

### Дальний Восток и «Флора Маньчжурии»
В советское время Комаров утверждал, что в молодости попал под негласный надзор полиции и не имел свидетельства о благонадёжности, из-за чего не мог остаться при университете и уехал на Дальний Восток. Однако в его личном деле  хранится свидетельство о благонадёжности (1894) с пометкой: «В. Л. Комаров ни в чем предосудительном в стенах оного [университета] замечен не был». 
По окончании университета Комаров добился через Императорское Русское географическое общество разрешения на трёхлетнюю экспедицию на Дальний Восток. Он принял участие в качестве натуралиста в изысканиях Амурской железной дороги, а с 1895 года путешествовал по Амурской области, результатом чего явилась его работа «Условия дальнейшей колонизации Амура» (Известия Русского географического общества, XXXII т.).
В 1895—1897 годах последовало большое путешествие по Дальнему Востоку, Маньчжурии и Корее, итогом которого явилась трёхтомная «Флора Маньчжурии» (издана в Санкт-Петербурге в 1909 году). Это сочинение, перевёденное на многие иностранные языки, по сей день считается классическим трудом по ботанике. За эту работу Императорская Академия наук удостоила автора в 1909 году премии имени Карла Бэра, а Международная Академия ботанической географии во Франции присудила ему медаль с изображениями Турнефора и Линнея.
Русское географическое общество за путешествие по Маньчжурии и Корее присудило Комарову в 1897 году одну из своих высших наград — Большую серебряную медаль имени Пржевальского.

### Возвращение в Петербург
В 1898 году Комаров получил место младшего консерватора в Императорском Санкт-Петербургском ботаническом саду (с 1931 — Ботанический институт АН СССР).
С 1898 года преподавал в Петербургском университете (профессор с 1918). В 1902 году защитил там магистерскую диссертацию (на основе 1-го тома «Флоры Маньчжурии») и, получив звание приват-доцента, прочёл ряд биологических курсов, посвящённых преимущественно процессам видообразования.
С 1899 по 1907 год преподавал на Курсах воспитательниц и руководительниц физического образования, возглавляемых Петром Францевичем Лесгафтом.

### Исследования Комарова в начале XX века
Летом 1902 года Комаров совершил путешествие по Саянам и горам Мунку-Сардык, давшее богатые коллекции по флоре этой малоисследованной части Сибири и географические данные о Тункинском районе и озере Косоголе.
В 1906 году исследовал с ботанической точки зрения Онежское, Чудское и другие озёра, в 1908—1909 годах — Камчатку (две экспедиции). Результатом стал труд «Путешествие по Камчатке в 1908—1909 годах» (1912). В 1913 году Комаров по поручению Переселенческого управления провёл подробное изучение Южно-Уссурийского края, издал несколько научных работ.
В 1911 году Комаров успешно защитил в Московском университете диссертацию на степень доктора ботаники.
В 1914 году Императорская Академия наук избрала Комарова членом-корреспондентом «по разряду биологических наук».
Комаров любил кропотливую и трудоёмкую работу: пополнять справочники, составлять сводки ботанических экспедиций, работать с гербарием, заниматься определением растений. Он считал, что такая неброская деятельность расширяет кругозор ботаника-систематика, обогащает его конкретными знаниями. Научная эрудиция Комарова была общепризнанным фактом в учёном мире.

### Академик
Осенью 1920 года Российская академия наук объявила конкурс на замещение вакантного места академика по кафедре ботаники. По результатам опроса среди ботаников прошла кандидатура Комарова, он был избран действительным членом Академии.
В 1921 году Комаров выступил на отделении физико-математических наук Академии, предложив создать в системе академических учреждений самостоятельный Институт генетики. Комаров предлагал объединить деятельность московских (группу Н. К. Кольцова — в Институте экспериментальной биологии) и петроградских генетиков (круг Ю. А. Филипченко — в Университете). Итогом стал петроградский генетический центр — Бюро по евгенике. Вместе с тем сам он «решительно не признавал трудов Моргана, Бэтсона, Нильсона-Элле, выводов современной науки о гене как носителе наследственных свойств организма», а в книге «Происхождение культурных растений» (1938) признавался: «Понятие о гене — о корпускуле, обусловливающей своим присутствием ту или другую особенность организма, как причина обусловливает действие, — возбуждает в нас живейшее чувство противоречия».
В 1921 году в Петрограде работал Первый Всероссийский съезд русских ботаников. Комаров выступал на нём четыре раза с сообщениями и докладами на темы: «Меридиональная зональность организмов», «Русские названия растений», «Вегетативное размножение, апомиксия и теория видообразования» и «Смысл эволюции».
В 1920-х годах изданы работы Комарова по истории науки — «Жизнь и труды Карла Линнея» (1923) и «Ламарк» (1925). В 1925 году совместно с Е. Н. Клобуковой-Алисовой издал «Малый определитель растений Дальнего Востока», где были описаны 1654 вида растений. 
В 1929 году Комаров был избран академиком-секретарём отделения физико-математических наук Академии, в 1930-м — президентом Всесоюзного ботанического общества. По инициативе и под главным редакторством Комарова создан тридцатитомный труд «Флора СССР» (первый том издан в 1934 году).

### Руководство советской наукой
В качестве вице-президента АН СССР (с 1930) Комаров активно продвигал идею децентрализации научных исследований и ресурсов: «Наша идея такова — организовать сеть научно-исследовательских станций на местах для непосредственного изучения того или другого природного явления или же процесса, происходящего в массе населения». Для координации этой работы в Академии наук была образована специальная Комиссия по базам, которую он возглавил. В 1935—1945 годах — председатель Комиссии по заведованию филиалами и базами АН СССР.  
В 1932 году Общее собрание АН СССР избрало президиум Дальневосточного филиала АН СССР во главе с Комаровым. В 1930-х годах при участии Комарова были организованы: в 1932—1933 годах — Уральский (1932, июль) и Закавказский филиалы (в 1935 году преобразован в Армянский, Азербайджанский и Грузинский филиалы), в 1938—1940 годах — Кольская и Северная базы, Туркменский и Узбекский филиалы, а в годы войны — Западно-Сибирский (1944, февраль) и Киргизский (1943, август).
В 1940 году избран вместо Ю. М. Шокальского почётным президентом Географического общества СССР. В августе 1941 года возглавил Комиссию Академии наук СССР по мобилизации ресурсов Урала (с апреля 1942 года переименована в Комиссию Академии наук СССР по мобилизации ресурсов Урала, Западной Сибири и Казахстана на нужды обороны страны).
С 1944 года — первый директор Института истории естествознания и техники Академии наук СССР. По поводу обрушившейся на него лавины почестей академик Комаров в ноябре 1944 года на встрече с И. В. Сталиным заметил: «Лично я ещё раз должен сказать, что оценка моих заслуг представляется мне чрезвычайно высокой, я бы сказал незаслуженно высокой».

### Общественно-научная деятельность
В. Л. Комаров — редактор (тт. 22—30) «Известий Императорского Санкт-Петербургского ботанического сада»; главный редактор (1930—1945) «Ботанического журнала»; редактор (1938—1945) журнала «Советская ботаника»; редактор (1926—1945) сериального издания «Ботанические материалы Гербария Главного ботанического сада РСФСР»
Руководя советской наукой в годы большого террора, Комарову часто приходилось занимать двойственную позицию. Так, в мемуарах жены Дончо Костова описан эпизод 1939 года: на заседании Академии наук Комаров публично поддержал разгромное выступление противника генетики Лысенко, а по окончании заседания в приватной беседе с Н. И. Вавиловым и Костовым подверг его взгляды резкой критике. Вавилов, выразив недовольство такой двуличностью, сравнил Комарова с Василием Шуйским. После ареста Вавилова академик Комаров пытался заступиться за него перед Вышинским.
Депутат Верховного Совета СССР (1938—1945). В январе 1937 года вместе с группой советских учёных подписал открытое письмо с требованием «беспощадной расправы с подлыми предателями» — Троцким, Бухариным, Рыковым и Углановым.

### Личная жизнь

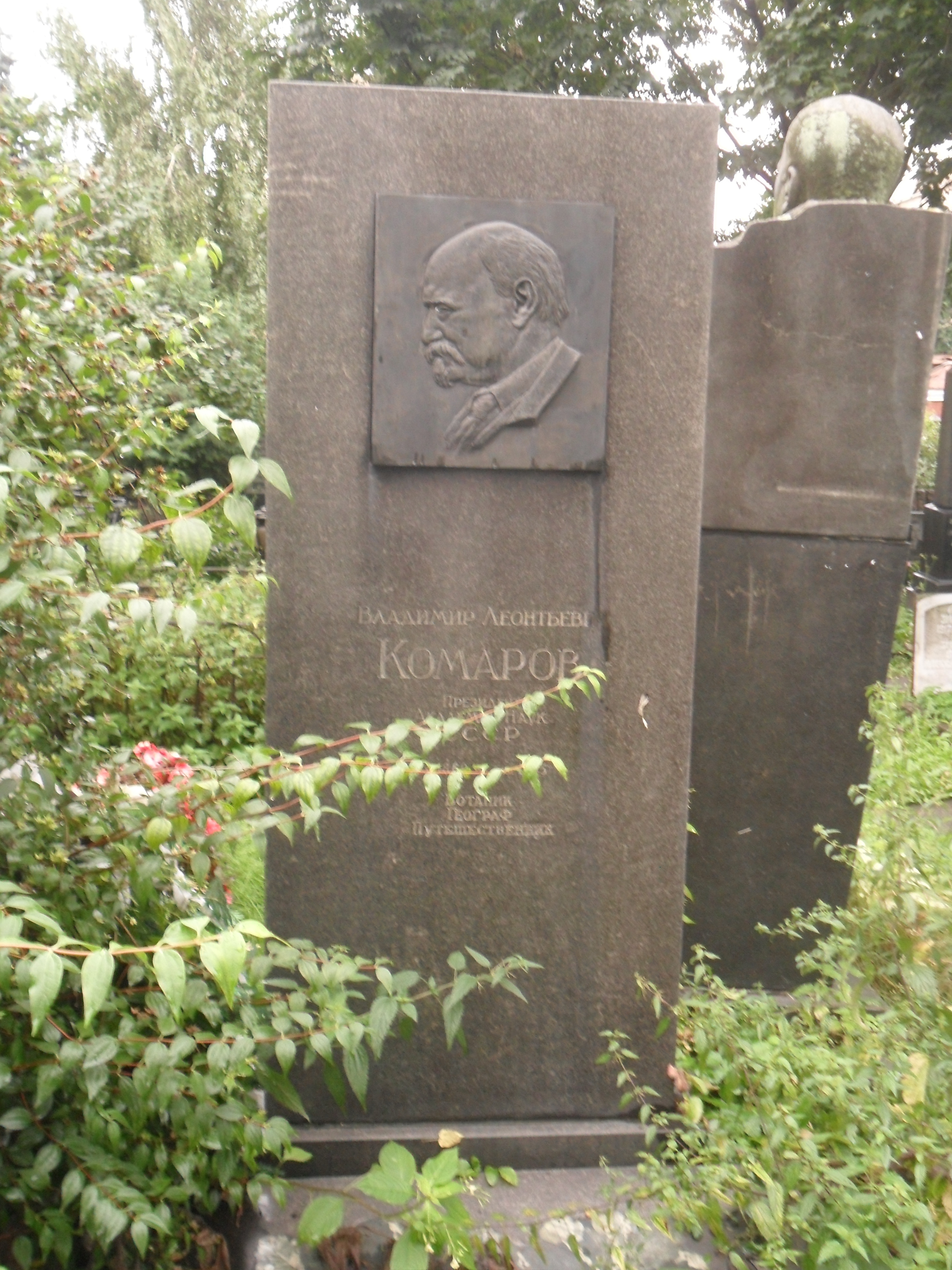
Могила Комарова на Новодевичьем кладбище в Москве

Академик Комаров состоял в двух браках, с Марией Романовной Позняковой (урожд. Гейст), затем с Надеждой Викторовной Старк (1886-1962), сестрой Б. В. Старка. С 1913 до перевода Академии наук в Москву (1934) жил в Петербурге — Петрограде — Ленинграде в жилом доме Ботанического сада по адресу:  Песочная улица (с 1940 года — улица Профессора Попова), 2. 
После перенесённого в 1939 году инсульта здоровье и активность Комарова неуклонно шли на убыль. Он обратился 14 июля 1945 года с просьбой освободить его от должности президента АН СССР по состоянию здоровья, заявив, что в качестве своего преемника видит С. И. Вавилова. Скончался 5 декабря 1945 года. Похоронен в Москве на Новодевичьем кладбище (участок № 1).

### Основные экспедиции
- 1886 — Новгородская губерния, Боровичский уезд
- 1891 — Новгородская губерния, Старорусский уезд
- 1892—1893 — Средняя Азия: бассейн реки Зеравшан, Гиссарский и Туркестанский хребты
- 1893 — пустыня Южные Каракумы
- 1895—1897 — Дальний Восток, Маньчжурия и Корея (Амурская область, южная часть Приморья, Маньчжурия: Гиринская и Мукденская провинции, Северная Корея: реки Тумын-ган, Ялу)
- 1902 — Восточные Саяны (Тункинский край, хребет Хамар-Дабан, гора Мунку-Сардык), северная Монголия (озеро Косогол)
- 1906 — Западная Европа: Англия (ботанический сад в Кью, близ Лондона), Франция (Музей естественной истории в Париже; Гербарий Международной академии ботанической географии в Ле-Мансе)
- 1907 — Озёра и реки Карелии и Петербургской губернии (реки Мста, Ловать, озёра Онежское, Чудское и другие)
- 1908—1909 — полуостров Камчатка
- 1913 — Южно-Уссурийский край (котловина озера Ханка, бассейны рек Суйфуна и Сучана)
- 1917 — Берега Белого моря, устье реки Выг
- 1926—1927 — Геленджик
- 1930 — Дальний Восток (район Владивостока, река Супутинка, окрестности Хабаровска)
- 1932 — Дальний Восток (район Владивостока: Сидеми, мыс Гамова; Хабаровск)
- 1933 — Дальний Восток (Владивосток: Сидеми, остров Русский, Раздольное, Супутинка, Хабаровск, река Зея)
- 1935 — Дальний Восток (Владивосток: Кедровая падь, Сидеми, мыс Гамова, Супутинский заповедник, Раздольное, Хабаровск, берега и острова Амура)
- 1934, 1936, 1937 — Франция
- 1938, 1939 — Кавказ (Тебердинский заповедник)
- 1943 — Киргизия
- 1944 — Азербайджан, Армения, Грузия

## Награды
- Орден Трудового Красного Знамени (17 июля 1945, Монголия) — за выдающуюся научно-исследовательскую работу по Монголии, в связи с 220-летием Академии Наук СССР
- Орден Ленина (10 июня 1945)
- Герой Социалистического Труда (13 октября 1944) — за выдающиеся научные работы, в особенности в области ботаники, важные заслуги в деле организации советских научных учреждений
- Орден Ленина (13 октября 1944) — за выдающиеся научные работы, в особенности в области ботаники, важные заслуги в деле организации советских научных учреждений
- Сталинская премия I степени (10 апреля 1942) — за работу «О развитии народного хозяйства Урала в условиях войны»
- Сталинская премия I степени (13 марта 1941) — за труд «Учение о виде у растений»
- Орден Ленина (11 октября 1939) — за выдающуюся научную и общественную деятельность и в связи с исполняющимся 70-летием со дня рождения
- Орден Святого Владимира IV степени (1916)
- Орден Святой Анны II степени (1913)
- Медаль «В память 300-летия царствования дома Романовых» (1913)
- Орден Святого Станислава II степени (1910)
- Премия имени Карла Бэра (1909)
- Медаль с портретами Линнея и Турнефора (1909)
- Орден Святой Анны III степени (1906)
- Орден Святого Станислава III степени (1903)
- Медаль имени Н. М. Пржевальского (1898) — за трёхтомный труд «Флора Маньчжурии»

## Растения и животные, названные в честь В. Л. Комарова

### Ископаемые растения
- Cercis komarovii Palib.
- Ulmus komarovii Shap.

### Насекомые
- Eunebria komarovii Sem. (Coleoptera)
- Hedychrum komarovii Sem. (Hymenoptera)
- Leucodrepana komarovi Kurenzov
- Purpuricenus litaratus komarovi Sem. (Coleoptera)
- Rhaebus komarovii Luk. (Coleoptera)
- Timamenus komarovi Sem. (Dermaptera)

### Растения

#### Роды
- Komarovia Korovin (сем. Apiaceae)
- Vladimiria Iljin (сем. Asteraceae) — синоним для Dolomiaea DC.

Внутриродовые таксоны сосудистых растений
- Allium subsect. Komaroviana F.O.Khass. & R.M.Fritsch
- Astragalus sect. Komaroviella Gontsch.
- Campanula ser. Komarovianae Fed. ex Kharadze
- Dracocephalum ser. Komaroviana Schischk. ex A.L.Budantzev
- Polygonum sect. Komaroviella V. Vassil.
- Saxifraga sect. Komarovia Zhmylev

#### Виды
- Acantholimon komarovii Czerniak.
- Acer komarovii Pojark.
- Aconitum komarovii Steinb. — синоним для Aconitum coreanum (H.Lév.) Rapaics
- Aegopodium komarovii (Karjagin) Pimenov & Zakharova
- Allium komarovianum Vved. — синоним для Allium sacculiferum Maxim.
- Allium komarowii Lipsky
- Antennaria komarovii Juz. ex Kom. — синоним для Antennaria monocephala subsp. monocephala
- Asperella komarovii Roshev. — синоним для Leymus komarovii (Roshev.) J.L.Yang & C.Yen
- Astragalus komarovii Lipsky
- Astragalus vladimiri-komarovii B.Fedtsch.
- Bupleurum komarovianum Lincz.
- Campanula komarovii Maleev
- Caragana komarovii H.Lév. — синоним для Caragana pygmaea (L.) DC.
- Carex komarovii V.I.Krecz.
- Ceratophyllum komarovii Kusen. — синоним для Ceratophyllum pentacanthum Haynald
- Chrysomyxa komarovii Tranzschel
- Chrysosplenium komarovii Losinsk. — синоним для Chrysosplenium flagelliferum F.Schmidt
- Cirsium komarovii Schischk.
- Corispermum komarovii Iljin
- Cousinia komaroffii (Kuntze) C.Winkl. = Cousinia komarovii C.Winkl.
- Cynanchum komarovii Iljinski — синоним для Vincetoxicum mongolicum Maxim.
- Eriophorum komarovii V.N. Vassil. — синоним для Eriophorum angustifolium subsp. komarovii (V.N.Vassil.) Vorosch.
- Euphorbia komaroviana Prokh. — синоним для Euphorbia hylonoma Hand.-Mazz.
- Lathyrus komarovii Ohwi
- Linum komarovii Juz.
- Malus komarovii (Sarg.) Rehder = Crataegus komarovii Sarg.
- Nelumbo komarovii Grossh. — синоним для Nelumbo nucifera Gaertn.
- Nephromopsis komarovii (Elenkin) J. C. Wei = Centraria komarovii Ellenkin
- Parasenecio komarovianus (Pojark.) Y.L.Chen = Cacalia komaroviana (Pojark.) Pojark.
- Potentilla komaroviana Th.Wolf
- Puccinia komarovii Tranzschel.
- Salsola komarovii Iljin

### Растения, описанные В. Л. Комаровым
- Бёмериопсис (Boehmeriopsis Kom.), семейство Тутовые
- Волосатик (Trichochiton Kom.), семейство Капустные

## Память
- В Санкт-Петербурге на доме № 1 по Аптекарскому проспекту установлена мемориальная доска (открыта в 1947 году)[20].
- В Санкт-Петербурге на доме № 2 по улице Профессора Попова также установлена мемориальная доска (открыта в 1949 году, скульпторы: С. Б. Велихова и Е. Н. Персидская).
- В Санкт-Петербурге в посёлке Комарово (названного в честь учёного) установлены мемориальная доска на здании железнодорожной станции и скульптурный бюст в сквере работы скульптора Е. Н. Персидской
- В Музее землеведения МГУ (на 25-м этаже Главного здания) установлен бюст В. Л. Комарова[21].

## В честь Комарова названы

### Географические объекты
- посёлок Комарово (бывший Келломяки)
- улица Академика Комарова в Москве
- улица Академика Комарова в посёлке Комарово
- улица Академика Комарова в г. Владивосток Приморского края
- улица Комарова в г. Уссурийске Приморского края
- вулкан Комарова в Камчатском крае
- река Комаровка (до 1972 г. — река Супутинка) в Приморском крае
- пик Комарова на Баргузинском хребте
- ледник Комарова на Урале
- ледник Комарова на Тянь-Шане

### Научные учреждения
В 1940 году, к 70-летию учёного, его имя присвоено Ботаническому институту, Уссурийскому заповеднику и Горнотаёжной станции в селе Горнотаёжном Уссурийского городского округа Приморского края, организованной в январе 1932 года по инициативе и при активной поддержке Комарова.

### Премии
- С 1946 года Академия наук СССР присуждает Премию имени Комарова за выдающиеся работы в области ботаники: систематики, анатомии и морфологии растений, ботанической географии и палеоботаники. После прекращения существования СССР эту премию присуждает Российская академия наук.

### Филателия

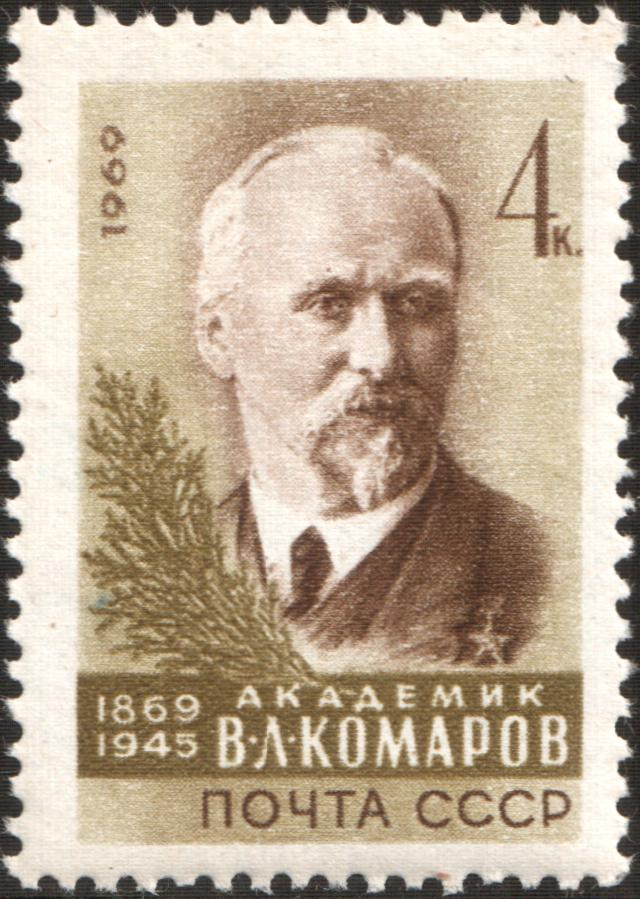
Комаров В. Л. на марке Почты СССР

- В 1969 году, к столетию со дня рождения, в честь академика Комарова была выпущена марка «Почты СССР».
- В октябре 2019 года Акционерное общество «Марка» и Федеральное агентство связи РФ выпустили художественный маркированный конверт с изображением почётного президента Русского географического общества Владимира Комарова[22].Komarovia Zhmylev

### Животные
- Dahurinaia komarovi[23] — пресноводный моллюск
- Nebria komarovi (syn. Eonebria komarovi) — жук из семейства Жужелицы[24]
- Жужелица Комарова (Discoptera komarovi) — жук из семейства Жужелицы
- Уховёртка Комарова (Timomenus komarovi) (Semenov, 1901)
- Carabus komarowi (1882)[25] — жук из семейства Жужелицы
- Trechus komarovi[26]
- Throbalium komarovil
- Deltomerus komarovi Zamatajlov, 1988

## Печатные работы
В. Л. Комаров — автор более 400 научных трудов.
- Материалы к флоре Туркестанского Нагорья. Бассейн Зеравшана // Тр. С.-Петербургск. об-ва естествоиспытателей. Отд. ботаники. — 1896. — Т. 26
- Ботанико-географические области бассейна Амура // Тр. С.-Петербургск. об-ва естествоиспытателей. Отд. ботаники. — 1897. — Т. 28. — В. 1
- Species novae florae Asiae orientalis (Manshuriae et Koreae borealis) // Тр. Имп. С.-Петербургск. бот. сада. — СПб.: Типо-литография «Герольда», 1901. — Т. XVIII. Издан под ред. В. И. Липского. — С. 417—449.
- Флора Маньчжурии. В 3 т., 5 ч. // Тр. С.-Петербургск. бот. сада. — 1901—1907. — Т. 20, 22, 25 (Издано на японском языке. в Осаке, 1926—1927.) — приведены сведения о 1682 видах, из них 84 — впервые описаны Комаровым
- Введение к флорам Китая и Монголии. Вып. 1 // Тр. С.-Петербургск. бот. сада. — 1908. — Т. 29. — В. 1
- Сбор, сушка и разведение лекарственных растений в России: Справочник / сост. В. Л. Комаро — Петроград: Типография А. Бенке, 1917. — 186 с.
- Введение к флорам Китая и Монголии. Вып. 2. Монография рода Caragana. // Тр. С.-Петербургск. бот. сада. — 1909. — Т. 29. — В. 2
- Флора полуострова Камчатки. — Л.: Изд-во АН СССР, 1927
- Типы растений. — М.—Л., 1939.
- Учение о виде у растений: страница из истории биологии. — М.—Л.: Изд-во АН СССР, 1940
- Практический курс анатомии растений. — М.—Л., 1941.
- Избранные сочинения. — М.—Л., 1945. — Т. 1. Статьи.
- Избранные сочинения. — М.—Л., 1947. — Т. 2. Введение к флорам Китая и Монголии.
- Избранные сочинения. — М.—Л., 1949. — Т. 3. Флора Маньчжурии. Ч. 1.
- Введение в ботанику. — М., 1949.
- Избранные сочинения. — М.—Л., 1950. — Т. 4. Флора Маньчжурии. Ч. 2.
- Избранные сочинения. — М.—Л., 1950. — Т. 5. Флора Маньчжурии. Ч. 3.
- Избранные сочинения. — М.—Л., 1951. — Т. 7. Флора полуострова Камчатки. Ч. 1.
- Избранные сочинения. — М.—Л., 1951. — Т. 8. Флора полуострова Камчатки. Ч. 2.
- Избранные сочинения. — М.—Л., 1953. — Т. 9. Труды по Сибири и Дальнему Востоку.
- Избранные сочинения. — М.—Л., 1954. — Т. 10. Работы 1893—1898 гг.; Происхождение растений.
- Избранные сочинения. — М.—Л., 1954. — Т. 11. Экономические, политические, исторические работы.
- Избранные сочинения. — М.—Л., 1954. — Т. 12. Учебные пособия.
- Происхождение растений — М.: Изд-во АН СССР, 1961